# Ян Миколай Ходкевич
Ян Миколай Ходкевич (14 грудня 1738, Гданськ, — 2 лютого 1781,Чорнобиль) — білорусько-український аристократ, генеральний староста жемайтійський з 1764 р., граф Шкловський і Новомиський, полковник Віленського воєводства, староста Велюнський.

## Життєпис
Він був сином воєводи Берестейського Адама Тадеуша та доньки Поморського воєводи Еви Розалії Чапської.
1 січня 1766 року в Підгірцях узяв шлюб з Людвікою Марією Жевуською, дочкою великого коронного гетьмана і драматурга Вацлава Петра Жевуського. Серед їхніх дітей найбільш відомі польський патріот Олександр Франтішек Ходкевич і красуня Розалія Любомирська, страта якої у Франції викликала міжнародний інцидент. Були ще двоє синів Вацлав та Юзеф і донька Ельжбета.

## Галерея

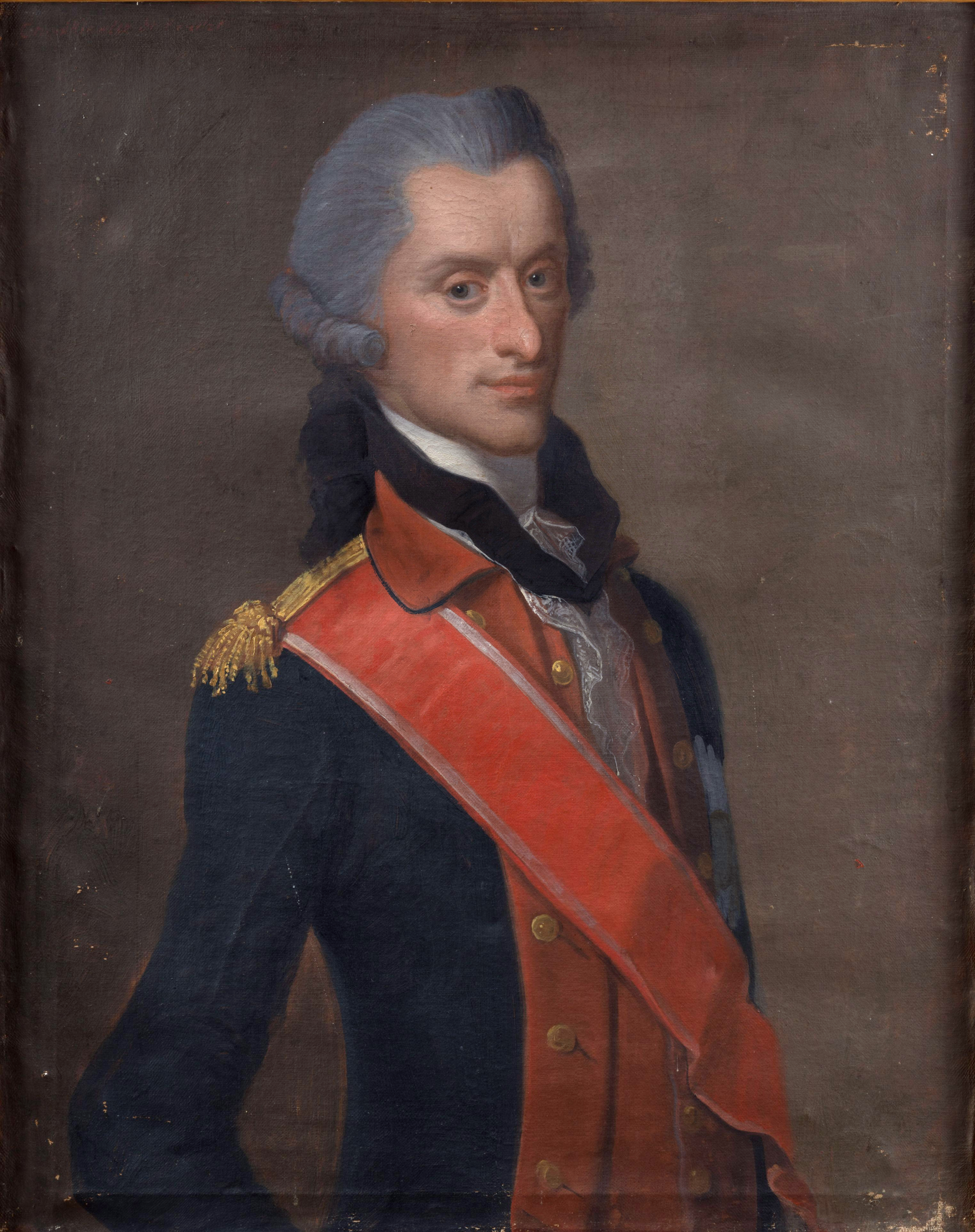
Ян Миколай Ходкевич, портрет з колекції Підгорецького замку
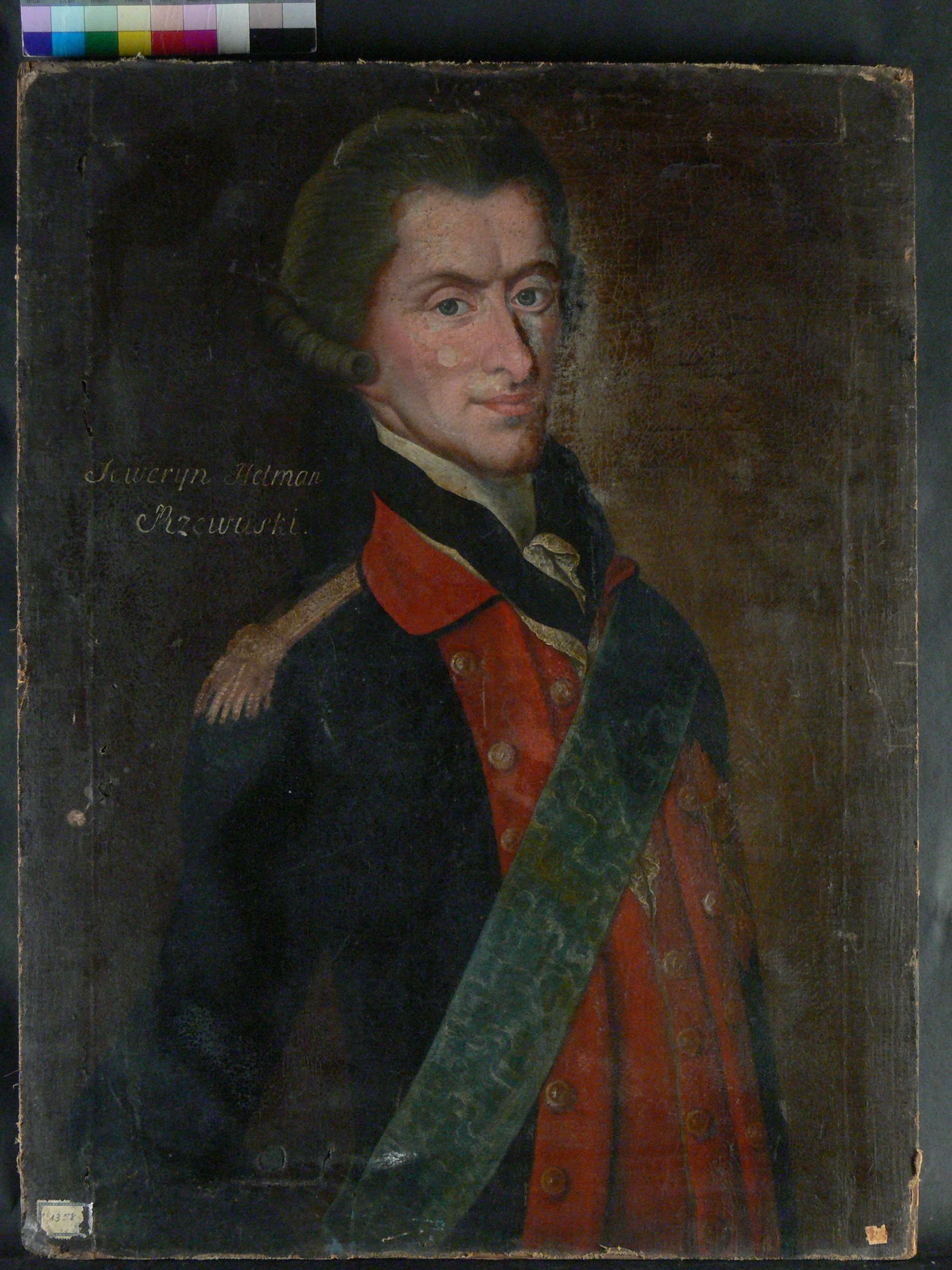
Ян Миколай Ходкевич, копія портрету з хибним підписом